# Nenad Brnović
Nenad Brnović (Podgorica, 18. siječnja 1980.), je bivši crnogorski nogometaš i nogometni trener.
Igrao na poziciji zadnjeg veznog.
U Partizan je došao iz Zete.
Za reprezentaciju Srbije i Crne Gore je odigrao 17 utakmica.